# Paul Emerich
Paul Emerich (geboren 12. November 1895 in Wien, Österreich-Ungarn; gestorben 28. April 1977 in New York City) war ein austroamerikanischer Musiker. 

## Leben
Paul Emerich war Sohn des aus Debrecen stammenden Versicherungsbeamten Arnold Emerich und der Johanna Schiller, die Cellistin Lilly Neurath war seine Schwester. Er studierte Klavier an der Wiener Musikakademie bei Franz Schmidt und Eusebius Mandyczewski und bei Emánuel Moór in der Schweiz. Er unternahm als Pianist Konzerttourneen in Europa und in den USA. Ab 1929 unterrichtete Emerich in Wien, 1931 an der Columbia University, später an der Sorbonne und an der Wiener Musikakademie. 1934 bis 1939 war er musikalischer Direktor am Israelitischen Blindeninstitut in Wien. Nach dem Anschluss Österreichs emigrierte Emerich 1939 in die USA, sein Vater wurde im Ghetto Theresienstadt ermordet. 
In New York gab Emerich privaten Musikunterricht und war 1966 bis 1972 Direktor der Musikzeitschrift „The Braille Musician“.
Zu seinen Schülern zählten Carl Bamberger und Erich Leinsdorf. Er war in erster Ehe verheiratet mit Rose Schutzer und in zweiter mit der Opernsängerin Alice Trau. 

## Schriften und Kompositionen (Auswahl)
- Manual of Piano Technique. New York, 1942
- Basic Elements of Music. New York, 1949
- The Road to Modern Music. New York, 1953
  - Ein Weg zur modernen Musik. Hamburg: Peer, 1962
- Fantastisches Sextett.
- Kadenz zu Beethovens 3. Klavierkonzert
- Soli for Violoncello to 6 Etudes by Chopin.
- Lieder, zum Teil zu Gedichten von Karl Kraus